# Janna Gur
Pour les articles homonymes, voir Gur.
Janna Gur (en hébreu ז'אנה גור, née en 1958 à Riga) est une journaliste et éditrice israélienne d'origine lettonne, connue surtout comme auteure de livres de gastronomie.

## Biographie
Janna Gur naît à Riga, en Lettonie, alors dans l'Union soviétique, comme fille unique d'un médecin et d'une mathématicienne.
En 1974 elle émigre avec sa famille en Israël et s'établit à Beer Sheva. Elle fait des études de littérature anglaise et d'histoire de l'art à l'Université hébraïque de Jérusalem, ensuite sert dans la flotte militaire comme enseignante d'anglais technique et comme traductrice. Après le service militaire, elle passe une maîtrise de traduction littéraire. Pour financer ses études elle travaille comme hôtesse d'air de la société El Al. Pendant ses voyages à travers le monde, elle commence à s’intéresser à la gastronomie.
Elle traduit des livres du russe (Boulgakov) et anglais (Yael Dayan) en hébreu. En 1984 elle rencontre son futur mari, Ilan Gur, journaliste et éditeur, qui dirige alors le magazine El Hayam. Les deux fondent ensuite en novembre 1990 le mensuel Al Hachoulkhan (Sur la table). Le premier numéro parait un mois avant le déclenchement de la Guerre du Golfe. Au départ un bulletin modeste destiné surtout aux professionnels de la cuisine, cette revue grand public devient le principal magazine gastronomique d’Israël,. Depuis le 3e numéro, Janna Gur en est la rédactrice en chef. Le magazine s'arrête au 387e numéro en 2017.
Dans les années 2000-2002, elle présente une rubrique gastronomique au journal du matin « Boker tov Israel » (Bonjour Israël) du premier canal de la télé. Depuis, elle est souvent aperçue dans les médias sur des sujets culinaires.
En 2001, sous la direction de Janna Gur, est créé Al Hachoulkhan media group, maison d'édition de livres gastronomiques, tels que la série intitulée Vendredi – ton aide cuisinier, qui se propose d'introduire ses lecteurs à l'art culinaire.

## Le livre de la Nouvelle cuisine israélienne
En 2007 Janna Gur publie en anglais The Book of New Israeli Food dédié à la renaissance de la culture gastronomique d'Israël. Le livre, qui est devenu un best seller en Israël, contient 200 recettes accompagnées d'histoires sur divers aspects de la gastronomie locale – huile, vin, la culture du « mangal », les marchés, etc. Le premier chapitre décrit l'histoire de la gastronomie israélienne, dès les débuts bibliques, passant par les recettes des différentes communautés juives de la diaspora et jusqu'au melting pot de la cuisine israélienne en développement. À côté des recettes de cuisine communautaires, y sont publiées des recettes des chefs cuisiniers ou pâtissiers israéliens connus– Erez Komorowski, Daniel Zach, Avi Steinitz. Hans Bertele, Raphi Cohen, etc.
Le livre contient des chapitres consacrés aux salades, - depuis la « salade israélienne » de légumes, jusqu'aux « mezet » traditionnels et actuels, les mets de la rue et du marché, - comme la shawarma, le falafel, les börek, etc., « délices simples » (les soupes ou potages, les mets de riz, les « remplis », les poissons, poulets, le « grill », les hits du mangal, etc., ainsi que la cuisine de sabbat, (la soupe de poulet, le khamine ou tcholent, les pâtisseries de sabbat, les mets spécifiques aux fêtes juives et musulmanes).
Les collaborateurs de Janna Gur dans l'édition du livre ont été Rami Hahn, Orli Peli-Bronstein, Ruth Oliver, Adam Montefiore, les photos appartenant à Eilon Paz.
La version en allemand du livre apparait en 2007 chez l'éditeur Umschau, et la version américaine de l'éditeur Schocken Books du groupe Random House (2008). Le livre est apprécié des critiques gastronomiques, et est élu par le magazine Food and Wine comme un des 25 meilleurs livres gastronomiques de l'année 2009.

## Saveurs fraîches d'Israël
Autre livre de Janna Gur, Fresh Flavours from Israel, traduit en français sous le titre "Saveurs fraîches d'Israël : 60 délicieux souvenirs du pays du lait et du miel (Éd. Mangeclous 2011) contient 60 recettes propres à la tradition des communautés d'Israël (y compris le soi-disant sandwich tunisien, le "sabich" des Juifs de Babylone, un potage des Juifs yéménites, le Gehackte Leber de Juifs Ashkénazes etc) mais aussi de la cuisine de la jeune nation israélienne.
En 2010 Janna Gur écrit le premier cours sur la cuisine israélienne dans le cadre des cours online New York Times Knowledge Network. Elle participe aussi à des projets pour la conservation des cuisines traditionnelles juives de diverses communautés.